# Forum Moderne Landwirtschaft
Das Forum Moderne Landwirtschaft (FML), bis 2014 Fördergemeinschaft Nachhaltige Landwirtschaft (FNL), ist ein deutscher Verein, in dem sich Verbände, Organisationen und Unternehmen der Agrarbranche zusammengeschlossen haben. Erklärtes Ziel des Vereins ist es, über moderne Landwirtschaft zu informieren und den Dialog zwischen Gesellschaft und Landwirtschaft zu stärken. Das FML wird auch als Interessenverband der konventionellen Landwirtschaft bezeichnet. Seine Arbeit umfasst laut eigenen Aussagen allerdings die gesamte Landwirtschaftsbranche, gemäß seiner Definition von moderner Landwirtschaft. Der Verein zählt (Stand Anfang 2021) etwa 60 Mitglieder und wird von rund 200 landwirtschaftlichen Betrieben unterstützt.

## Entwicklung und Organisation
Der Verein entstand unter dem Namen Fördergemeinschaft Nachhaltige Landwirtschaft (FNL) im Jahr 2000 aus einem Zusammenschluss der „Aktionsgemeinschaft Deutsches Fleisch“ (AGF) und der „Fördergemeinschaft Integrierter Pflanzenbau“ (FIP). Im Jahr 2014 benannte er sich nach einer Umstrukturierung in Forum Moderne Landwirtschaft um.
Die Zahl der Mitgliedsverbände erhöhte sich zwischen 2013 und 2015 von 44 auf 53. Nachdem die Mitgliederzahl 2016 auf 46 gesunken war, betrug sie Anfang 2021 59. Zu den Mitgliedern zählen Landwirtschafts- und Gartenbauverbände, Unternehmen und Verbände der agrochemischen Industrie, der Agrarverwaltung und der Landwirtschaftsberatung, der Agrartechnik, der Pflanzenzucht, der Tierzucht, der Futtermittelwirtschaft und des vermarktenden und verarbeitenden Gewerbes pflanzlicher und tierischer Erzeugnisse.
Neben der Mitgliederversammlung gibt es ein Präsidium. Der Präsident des Forums ist der Präsident des Deutschen Bauernverbandes, Joachim Rukwied. Präsident und Vizepräsidenten vertreten den Verein nach außen.
Laut einer Studie an der Universität Bremen ist das FML „wesentlicher Netzwerkknoten“ der Agrar- und Ernährungswirtschaft, der die verschiedenen Gruppen miteinander verknüpfe. Nach Ansicht der Studienautoren dient das FML dem Austausch und der Abstimmung in diesem Wirtschaftsbereich und soll an gesellschaftlichen Willensbildungs- und Entscheidungsprozessen mitwirken.

### Auszug der Mitglieder
Zu den Mitgliedern gehörten (Stand August 2023):
- Adama Deutschland GmbH
- AGRAVIS Raiffeisen AG
- AgroVation k.s.
- BASF SE
- Bayer CropScience Deutschland GmbH
- BayWa AG
- Big Dutchman International GmbH (Stalleinrichtungen für Schweine und Hühner)
- Bundesarbeitskreis Düngung (BAD) des Industrieverband Agrar
- Bundesverband Agrarhandel e.V.
- Bundesverband Deutscher Pflanzenzüchter e. V.
- Bundesverband Rind und Schwein e.V.
- Bundesverband für Tiergesundheit e. V. (vertritt 24 deutsche Hersteller von Tierarzneimitteln und Futterzusatzstoffen)
- Bundesverband praktizierender Tierärzte e. V. (berufsständische Interessenvertretung der praktizierenden Tierärzte)
- Certis
- deuka
- Deutsche Landwirtschafts-Gesellschaft e. V.
- Deutscher Bauernverband e. V.
- Deutscher Raiffeisenverband e. V.
- Deutscher Verband Tiernahrung e. V.
- FMC Corporation
- Horsch Maschinen GmbH, Schwandorf
- Industrieverband Agrar e. V.
- Maschinenfabrik Bernard Krone GmbH & Co. KG
- K+S KALI GmbH
- KWS SAAT SE
- Land-Data Eurosoft GmbH & Co. KG (Softwarehersteller und Dienstleister für landwirtschaftliche Buchführungsabschlüsse), 2015 umfirmiert in FarmFacts, Tochtergesellschaft der BayWa
- Leiber (Produzent von Bierhefe und Hefeextrakten)
- Lidl
- Nordzucker AG
- Norddeutsche Pflanzenzucht
- Raiffeisen Waren-Zentrale Rhein-Main eG
- Solana (Kartoffelzucht)
- Südzucker AG
- Syngenta Agro GmbH
- trouw nutrition
- Union zur Förderung von Öl- und Proteinpflanzen
- VDMA Fachverband Landtechnik
- Verband der Chemischen Industrie e. V.
- Verband der Landwirtschaftskammern e. V.
- Verbindungsstelle Landwirtschaft – Industrie
- Vereinigte Hagelversicherung WaG
- Wirtschaftliche Vereinigung Zucker e. V. (Verband der Zuckerindustrie)
- YARA GmbH & Co. KG
- Zentralverband der Deutschen Geflügelwirtschaft (Fachverband innerhalb der Arbeitsgemeinschaft Deutscher Tierzüchter)
- ZG Raiffeisen eG

## Erlebnisbauernhof
Eines der zentralen Projekte des Forum Moderne Landwirtschaft ist der ErlebnisBauernhof, eine Sonderausstellung auf der Internationalen Grünen Woche in Berlin. Rund 60 Ausstellungspartner präsentieren ihre Entwicklung im Bereich moderner Landwirtschaft. Zu den Zielgruppen gehören Verbraucher, Politiker, Medien und Verbände. Finanziell unterstützt wird die Sonderausstellung von der Landwirtschaftlichen Rentenbank.

## AgrarScouts
Mehr als 650 AgrarScouts unterstützen das Forum Moderne Landwirtschaft. Bei diesen Scouts handelt es sich vor allem um junge Landwirte, die sich, laut FML, in regelmäßigen Schulungen auf den Dialog mit den Verbrauchern vorbereiten, das Verfassen von Pressemitteilungen und das freie Sprechen vor der Kamera üben. Sie sollen „aus erster Hand“ Antworten auf die Fragen der Verbraucher geben können.